# Білий Владислав Васильович
Владислав Васильович Білий (26 листопада 1997) — український легкоатлет, срібний призер літніх Паралімпійських ігор 2020 та 2024 років. Майстер спорту України міжнародного класу.
Представляє Дніпропетровську область.

## Спортивні досягнення
- Чемпіон Європи 2021 року

## Державні нагороди
- Орден «За заслуги» II ст. (18 вересня 2024) — За досягнення високих спортивних результатів на ХVІІ літніх Паралімпійських іграх у місті Парижі (Французька Республіка), виявлені самовідданість та волю до перемоги, утвердження міжнародного авторитету України[1]
- Орден «За заслуги» III ст. (16 вересня 2021) — За значний особистий внесок у розвиток паралімпійського руху, досягнення високих спортивних результатів на XVI літніх Паралімпійських іграх у місті Токіо (Японія), виявлені самовідданість та волю до перемоги, утвердження міжнародного авторитету України[2]